# Список дипломатичних місій Андорри

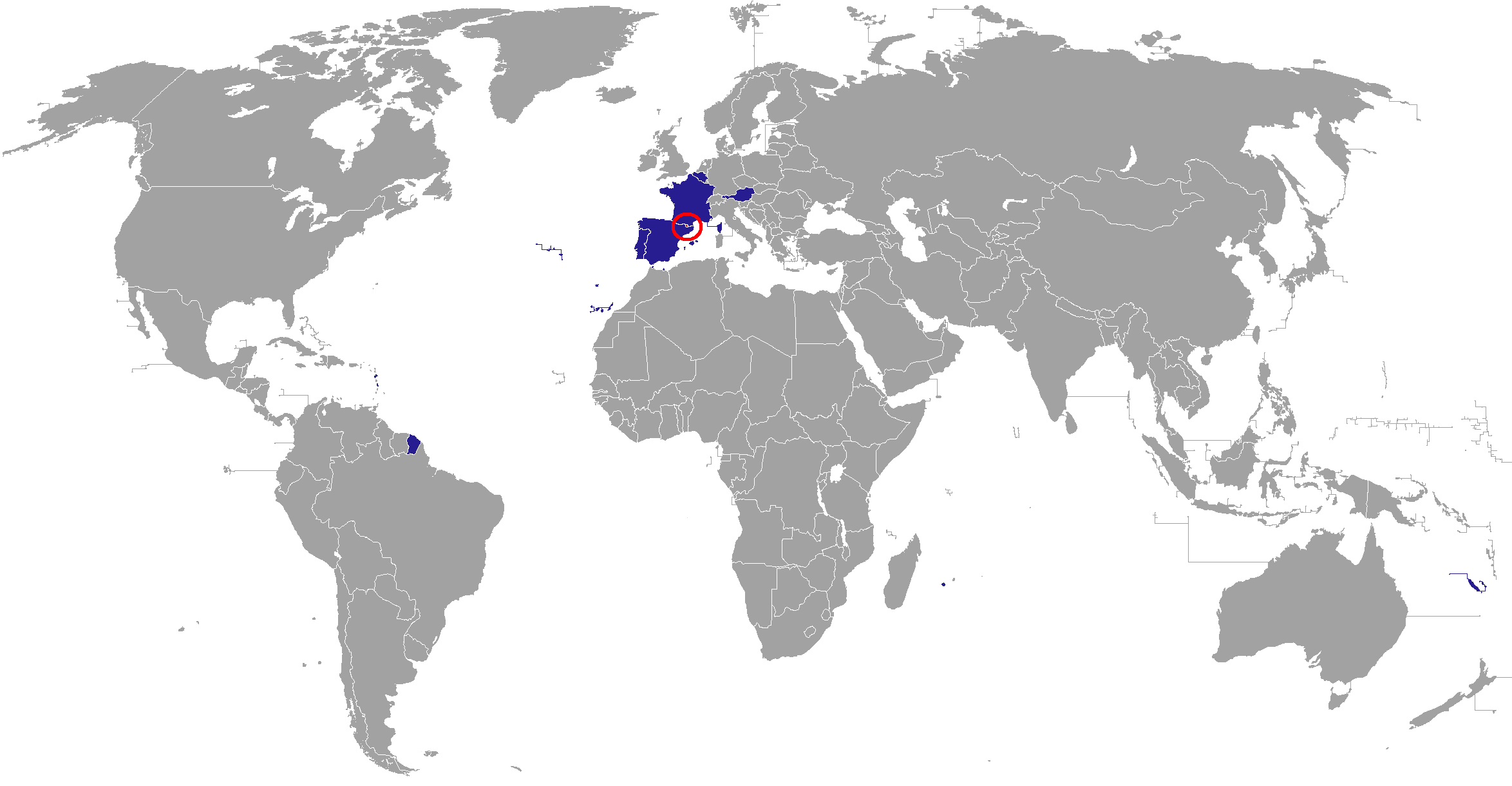

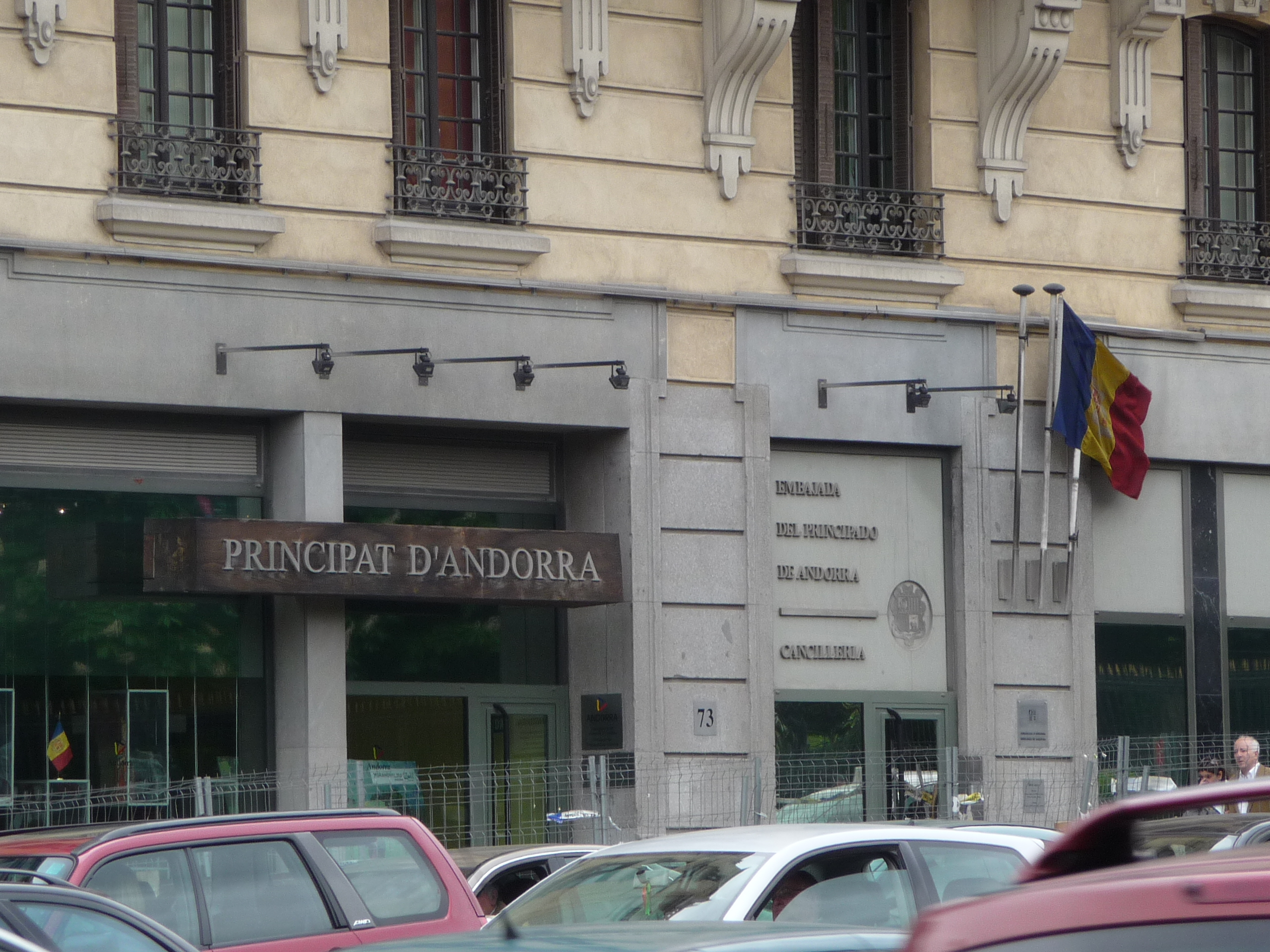
Посольство Андорри в Мадриді

Список дипломатичних місій Андорри — Андорра володіє незначною кількістю своїх дипломатичних представництв за кордоном. Її посольство в Брюсселі одночасно є представництвом Андорри при ЄС, в країнах Бенілюксу і в Німеччині.

## Європа
- Відень, Австрія (посольство)
- Брюссель, Бельгія (посольство)
- Париж, Франція (посольство)
- Лісабон, Португалія (посольство)
- Мадрид, Іспанія (посольство)

## Північна Америка
- Нью-Йорк (посольство)

## Міжнародні організації
- - Брюссель (місія при ЄС)
  - Женева (місія при СОТ і ООН)
  - Нью-Йорк (постійна місія при ООН)
  - Париж (постійна місія при ЮНЕСКО)
  - Страсбург (представництво при Раді Європи)
  - Відень (представництво при ОСБЕ)